# Alfred Dietrich
Alfred Dietrich (Pirna, 11 de julho de 1843 – Berlim, 6 de setembro de 1898) foi um construtor de navios alemão.

## Vida
Alfred Dietrich nasceu em Pirna, frequentou em Dresden o ginásio e estudou engenharia mecânica na Escola Politécnica de Dresden e construção naval no Instituto Comercial Real (Gewerbeinstitut Berlin) e na Academia Comercial (Gewerbeakademie) em Berlim.
Após o estudo trabalhou no Ministério da Marinha da Prússia com Carl Alexander Elbertzhagen e o chefe construtor do almirantado real. Em 1879 Dietrich sucedeu Koch e influenciou fortemente o desenvolvimento técnico na construção da frota, pois em seu período de chefia os estaleiros começaram a construir navios encouraçados, que antes eram encomendados na Inglaterra. Desta forma os estaleiros alemães começaram a adquirir experiência na construção de navios blindados. Também na tecnologia de armamentos e propulsão ocorreram significativas melhorias, nas quais Dietrich contribuiu significativamente. Os conhecimentos adquiridos não ficaram restritos à marinha. Na Gewerbeakademie e depois na Technische Hochschule Charlottenburg lecionou até 1898 sobre "Construção de Navios".
Está sepultado no Cemitério de Grunewald.